# Bumi Pratama Mandira
Bumi Pratama Mandira is een bestuurslaag in het regentschap Ogan Komering Ilir van de provincie Zuid-Sumatra, Indonesië. Bumi Pratama Mandira telt 11.736 inwoners (volkstelling 2010).